# El parpadeo de un ojo (Star Trek: La serie original)
El parpadeo de un ojo es el undécimo episodio de la tercera temporada de Star Trek: La serie original, fue transmitido por primera vez el 29 de noviembre de 1968 y fue repetido el 24 de junio de 1969. Fue el episodio número 66 en ser transmitido y el número 68 en ser producido, fue escrito por Arthur Heinemann, basado en un relato de Lee Cronin y dirigido por Jud Taylor.
En la versión Bluray el título de este episodio en el audio en español es dado como En un parpadeo.
Resumen: Alienígenas invisibles por aceleración temporal se apoderan de la nave estelar USS Enterprise e intentan raptar a la tripulación para usarlos como banco genético.

## Trama
En la fecha estelar 5710.5, la nave estelar USS Enterprise sigue una llamada de auxilio audiovisual automática hasta el planeta Scalos, que se encuentra fuera del espacio conocido de la Federación. Cuando la nave llega, el capitán Kirk se teletransporta a la superficie del planeta junto con una partida de desembarco para investigar, allí se encuentran con una bella pero vacía metrópolis, sin encontrar ni un solo habitante. De hecho la única señal de vida que se puede detectar es el zumbido de insectos que no se pueden ver. 
Poco después de su llegada, el tripulante Compton se desvanece en medio de una onda de energía justo delante de los ojos del resto de la partida. Después de efectuar una búsqueda en el área, Compton aún sigue desaparecido, y Kirk ordena al resto de la partida que regrese al Enterprise.
Sin embargo, una vez a bordo comienzan a suceder cosas extrañas, los equipos fallan y los sistemas de la nave se vuelven erráticos. Repentinamente un dispositivo alienígena aparece en ingeniería, adosado al sistema de soporte vital principal. El extraño zumbido de los insectos encontrado en el planeta ahora se puede escuchar a bordo de la nave.
Kirk pone a la nave en alerta total, y mientras toma un café en el puente, se da cuenta de que los movimientos de la tripulación del puente parecen desacelerarse hasta detenerse como si el tiempo mismo estuviera siendo manipulado. Repentinamente una bella mujer con un colorido vestido aparece en el puente y se dirige a Kirk. La mujer se identifica como Deela, reina de los Scalosianos, y explica a Kirk que la tripulación del puente no se ha desacelerado, sino que por el contrario él se ha acelerado, para poder igualar la existencia física hiper acelerada de los scalosianos. Es sólo a través de este proceso que los alienígenas pueden interactuar con los humanos.
Para el resto de la tripulación en el puente, Kirk simplemente se desvaneció de la misma forma que lo hizo Comptom. Sin embargo, Compton está vivo y bien, y a bordo del Enterprise, habiendo sido acelerado físicamente al estándar de los scalosianos. Deela explica a Kirk que la exposición a la radiación ha causado la hiperaceleración en su pueblo, y al mismo tiempo hizo que todos los machos quedaran estériles. Ella dice que su plan es usar a la tripulación del Enterprise, criogénicamente congelada, como una fuente de material genético no contaminado para reconstruir su población. También reclama a Kirk como su consorte, y le exige que se una a ella en la superficie del planeta.
Por supuesto, Kirk no tiene posibilidad de opinar al respecto, y habiendo sido acelerado tampoco puede interactuar con su lenta tripulación o darles alguna clase de advertencia de lo que está sucediendo. La única esperanza de Kirk es Compton, pero Compton se ha pasado al lado de la causa de los scalosianos, creyendo que la resistencia es inútil. Kirk intenta deshabilitar la máquina instalada en ingeniería pero es descubierto por unos guardias scalosianos, cuando Compton intenta defender a Kirk, es atacado por estos guardias. Estos causan una pequeña herida a Compton lo que le produce daño celular acelerado debido al estado en que se encuentra, lo que finalmente le causa una muerte casi instantánea.
Mientras tanto, Deela se reúne con otro scalosiano llamado Rael, que también ha subido a bordo subrepticiamente. Kirk aprovecha la oportunidad para ganar tiempo y desactiva el sistema de teletransportación de la nave y hace fracasar el escape de los alienígenas, causando además que el sistema criogénico no pueda comenzar a funcionar.
Mientras, en el tiempo normal, Spock y McCoy tratan de averiguar lo que le sucedió al capitán. Spock descubre que el extraño zumbido son las conversaciones hiperaceleradas de los alienígenas, y se da cuenta de que existen fuera de la física normal.
Analizando la taza de café de Kirk, McCoy descubre en su contenido trazas de agua radiactiva proveniente de Scalos, y lo relaciona con la desaparición de Kirk. McCoy y Spock usan el agua de los scalosianos para fabricar un antídoto que revierte el efecto de aceleración. Armado con el antídoto, Spock bebe el agua scalosiana y se acelera para poder ir al rescate del capitán.
Rael logra reactivar el transportador y los otros scalosianos se teletransportan a la superficie del planeta. Mientras tanto Kirk logra engañar a Deela al hacerle pensar que se ha unido a su causa, hasta que la sorprende y le quita su arma. Kirk se une a Spock y los dos se apresuran en llegar a ingeniería para destruir el dispositivo alienígena que ha sido instalado allí. Los dos escoltan a sus prisioneros scalosianos a la sala del teletransportador y los devuelven al planeta con las manos vacías. 
Kirk toma el antídoto y regresa a la velocidad normal. Sin embargo, Spock permanece acelerado un poco más tiempo y hace las reparaciones necesarias a los sistemas vitales de la nave con una velocidad increíble. Finalmente Spock regresa a la velocidad normal, y anuncia al capitán que ha tenido una experiencia acelerante. La escena finaliza con la reproducción accidental de la llamada de auxilio audiovisual de los scalosianos en la pantalla principal del puente.

## Remasterización por el aniversario de los 40 años
Este episodio fue remasterizado en el año 2006 y transmitido el 13 de enero de 2007 como parte de la remasterización por el aniversario de los 40 años de la serie original. Fue precedido una semana antes por la versión remasterizada de Hijo de un jefe y seguido una semana más tarde por la versión remasterizada de Un lugar jamás visitado por el hombre. Además del audio y video remasterizado, y todas las animaciones de la USS Enterprise realizadas por CGI que es el estándar de todas las revisiones, los cambios específicos para este episodio son:
- La ciudad en el planeta Scalos, que originalmente era una reutilización de la ciudad en Eminiar VII del episodio El apocalipsis, fue completamente mejorada con una pintura mate digital.
- El efecto del cambio a la velocidad alta scalosiana fue mejorado con un efecto de difuminado en cámara lenta en vez de cortes de salto.
- Los rayos de los fáser y los efectos de sus impactos fueron mejorados en vez de ser manchas de color animadas.

## Nota
- Esta obra contiene una traducción  derivada de «Wink of an Eye» de Wikipedia en inglés, concretamente de esta versión, publicada por sus editores bajo la Licencia de documentación libre de GNU y la Licencia Creative Commons Atribución-CompartirIgual 4.0 Internacional.